# Station Nishi-Akashi
Nishi-Akashi  (西明石駅, Nishi-Akashi-eki) is een spoorwegstation in de Japanse stad Akashi, in de prefectuur Hyōgo. Het wordt aangedaan door de JR Kobe-lijn en de Sanyo Shinkansen. Het station heeft drie eilandperrons met daaraan zes sporen ten behoeve van de JR Kōbe-lijn en twee zijperrons voor de shinkansen. De laatstgenoemden bevinden zich op enige afstand van de andere perrons en kunnen bereikt worden via een loopbrug.

## Lijnen

### JR Kobe-lijn
| 1   | ■ JR Kobe-lijn | richting Sannomiya, Amagasaki en Osaka |
| 2   | ■ JR Kobe-lijn | richting Kakogawa en Himeji            |
| 3,4 | ■ JR Kobe-lijn | richting Sannomiya, Amagasaki en Osaka |
| 5   | ■ JR Kobe-lijn | richting Sannomiya, Amagasaki en Osaka |
| 6   | ■ JR Kobe-lijn | richting Kakogawa en Himeji            |

### Sanyo Shinkansen
| 11 | Sanyo Shinkansen | richting Okayama en Hakata                      |
| 12 | Sanyo Shinkansen | richting Station Shin-Osaka Shin-Osaka en Tokyo |

## Geschiedenis
Het station werd in 1944 geopend aan de spoorlijn tussen Akashi en Himeji ten behoeve van een nabijgelegen fabriek van Kawasaki Heavy Industries. In 1961 werd we een nieuw, verhoogd station aangelegd en sinds 1972 stopt de Sanyo Shinkansen op dit station.

## Overig openbaar vervoer
Nabij het station bevindt zich een busstation waar naast lokale bussen ook langeafstandsbussen stoppen.

## Stationsomgeving
Zowel op het station als er buiten bevinden zich winkels en restaurant.
- Stationsgebouw:
  - MrDonuts
  - Lotteria
  - Matsumoto Kiyoshi (drogisterij)
  - Lawson
  - Libro (boekwinkel)
  - Stationsomgeving:
- Station Fujie aan de Sanyo-hoofdlijn.
- Starbucks
- Mode-universiteit van Kobe
- Kentucky Fried Chicken
- Fabriek van Kawasaki Heavy Industries
- Sunkus
- Akashi Luminous Hotel
- Autoweg 2

Shin-Osaka · Shin-Kobe · Nishi-Akashi · Himeji · Aioi · Okayama · Shin-Kurashiki · Fukuyama · Shin-Onomichi · Mihara · Higashi-Hiroshima · Hiroshima · Shin-Iwakuni · Tokuyama · Shin-Yamaguchi · Asa · Shin-Shimonoseki · Kokura · Hakata
(Tōkaidō-lijn<<) · Ōsaka · Tsukamoto · Amagasaki · Tachibana · Koshienguchi · Nishinomiya · Sakura-Shukugawa · Ashiya · Konan-Yamate · Settsu-Motoyama · Sumiyoshi · Rokkomichi · Nada · Sannomiya · Motomachi · Kōbe · Hyōgo · Shin-Nagata · Takatori · Suma-Kaihinkōen · Suma · Shioya · Tarumi · Maiko · Asagiri · Akashi · Nishi-Akashi · Okubo · Uozumi · Tsuchiyama · Higashi-Kakogawa · Kakogawa · Hoden · Sone · Himeji-Bessho · Gochaku · Himeji · (>>Sanyō-lijn) 

Wadamisaki-lijn: Hyōgo · Wadamisaki